# Mychoplectra crassa
Mychoplectra crassa is een mosdiertjessoort uit de familie van de Electridae. De wetenschappelijke naam van de soort is voor het eerst geldig gepubliceerd in 1869 door MacGillivray.